# Ambassade du Zimbabwe en France
L'ambassade du Zimbabwe en France est la représentation diplomatique de la république du Zimbabwe en République française. Elle est située à Paris et son ambassadrice est, depuis 2024, Sekai Nzenza-Shand.

## Ambassade
L'ambassade est située à 10 rue Jacques-Bingen, dans le 17e arrondissement de Paris, après avoir été installée 12 rue Lord-Byron, dans le même arrondissement, jusqu'au tournant des années 2010.

## Ambassadeurs du Zimbabwe en France
| Date de nomination | Date de remise des lettres de créance | Date de remise des lettres de créance | Diplomate                 |
| ------------------ | ------------------------------------- | ------------------------------------- | ------------------------- |
|                    | 16 novembre 1990                      | [ JORF 1 ]                            | Kotsho Lloyd Dube         |
|                    | 13 juin 1996                          | [ JORF 2 ]                            | Joey Mazorodze Bimha      |
|                    | 10 décembre 2002                      | [ JORF 3 ]                            | Griffin K. Nyirongo       |
|                    | 15 mars 2005                          | [ JORF 4 ]                            | David Douglas Hamadziripi |
|                    | 29 janvier 2015                       | [ JORF 5 ]                            | Rudo Mabel Chitiga        |
|                    | 10 décembre 2019                      | [ JORF 6 ]                            | Abigail Shonhiwa          |
|                    | 17 septembre 2024                     | [ JORF 7 ]                            | Sekai Nzenza-Shand        |